# Westende

Westende es una pequeña ciudad en la provincia de Flandes Occidental, Bélgica. Se encuentra en la costa belga, bañada por el Mar del Norte. En el pasado, era la punta occidental de la isla Testerep, actualmente unida al continente. Por la ciudad pasa un tranvía costero que une las localidades de De Panne y Ostende. Aunque el idioma oficial es el Flamenco, debido al turismo procedende de Francia se habla también el francés.
- Datos: Q1244401
- Multimedia: Westende / Q1244401

1. ↑  Worldpostalcodes.org, código postal n.º 8434.